# Condado de Piute
El condado de Piute (en inglés: Piute County), fundado en 1865, es uno de 29 condados del estado estadounidense de Utah. En el año 2000, el condado tenía una población de 1,435 habitantes y una densidad poblacional de 1 persona por km². La sede del condado es Junction.

## Geografía
Según la Oficina del Censo, el condado tiene un área total de 1983 km² (765,6 mi²), de la cual 1963 km² (757,9 mi²) es tierra y 4 km² (1,5 mi²) (0.27%) es agua.

### Condados adyacentes
- Condado de Sevier (norte)
- Condado de Wayne (este)
- Condado de Garfield (sur)
- Condado de Iron (suroeste)
- Condado de Beaver (oeste)

### Áreas protegidas
- Bosque Nacional Dixie
- Bosque Nacional Fishlake

## Demografía
Según el censo de 2000, había 1,435 personas, 509 hogares y 389 familias residiendo en la localidad. La densidad de población era de 1 hab./km². Había 745 viviendas con una densidad media de 0.1 viviendas/km². El 95.61% de los habitantes eran blancos, el 0.14% afroamericanos, el 1.18% amerindios, el 0.21% asiáticos, el 0.07% isleños del Pacífico, el 1.88% de otras razas y el 0.91% pertenecía a dos o más razas. El 4.46% de la población eran hispanos o latinos de cualquier raza.
Los ingresos medios por hogar en la localidad eran de $29,625, y los ingresos medios por familia eran $35,147. Los hombres tenían unos ingresos medios de $26,771 frente a los $18,438 para las mujeres. La renta per cápita para el condado era de $12,697. Alrededor del 16.2% de la población estaban por debajo del umbral de pobreza. 

## Localidades
- Circleville
- Greenwich
- Junction
- Kingston
- Marysvale
- Pittsburg